# Tropická zahrada v Paříži

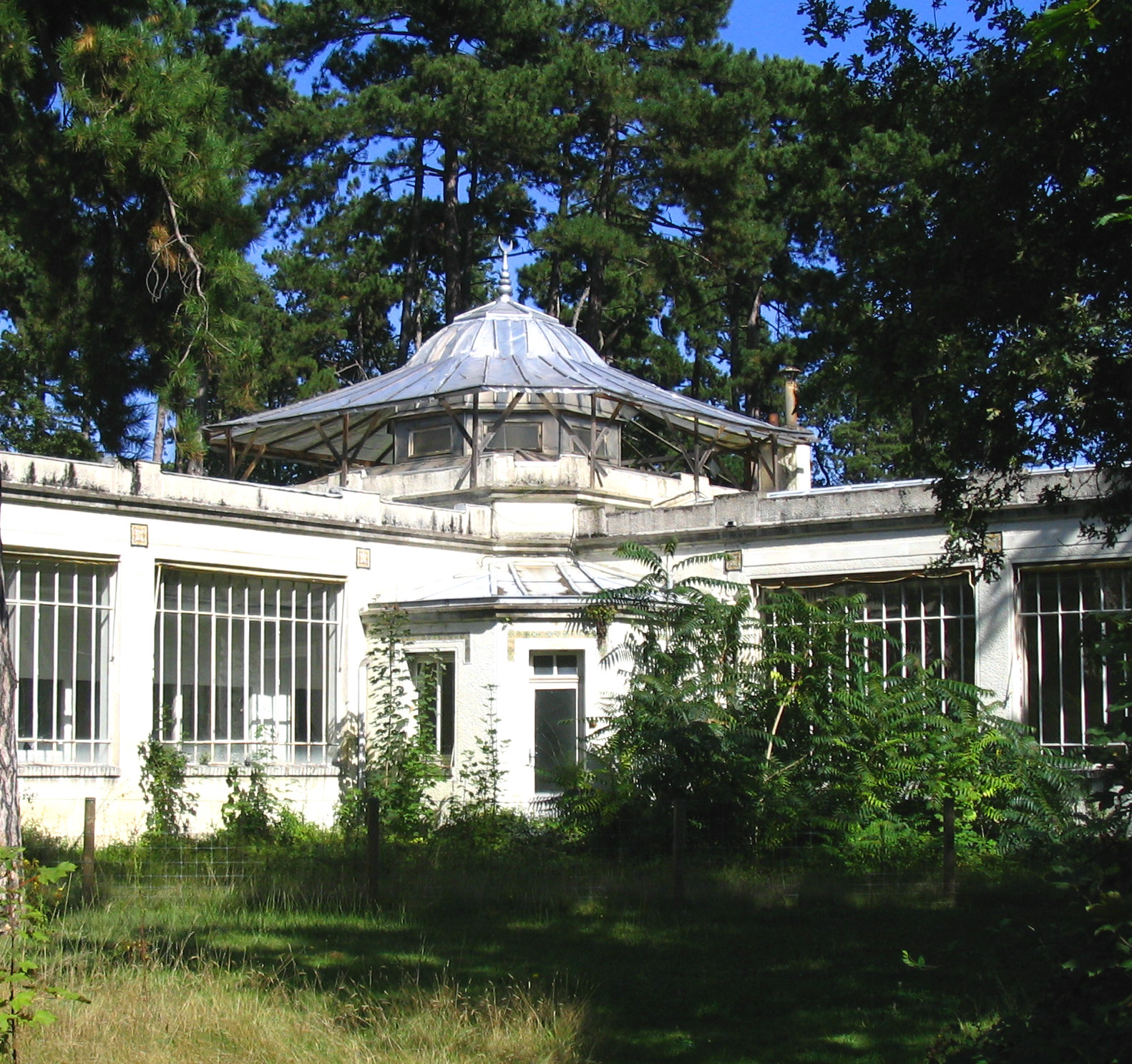
Tuniský pavilon v zahradě

Tropická zahrada v Paříži (francouzsky Jardin tropical de Paris) je bývalá botanická zahrada v Paříži. Nachází se na okraji města na hranicích s obcí Nogent-sur-Marne ve východní části Vincenneského lesíka. Zahrada o rozloze 4,5 ha byla otevřena v roce 1907 a nachází se místě bývalé zahrady, která sloužila jako testovací místo Správy francouzských kolonií s cílem zvýšit produkci v koloniích. Některé části zahrady jako skleníky, most, pagoda a pomníky padlým ve válkách jsou od roku 1965 chráněny jako historická památka.

## Historie
V roce 1899 byla založena experimentální zahrada pro koordinaci agronomických pokusů exotických rostlin významných pro výrobu jako káva, banánovník, kaučukovník atd. Jejím účelem bylo zvýšení produkce francouzských kolonií. Na počátku 20. století zde bylo vysazeno 10 000 řízků a 40 000 semen dovezených z francouzských zámořských území. Zahrada vznikala v letech 1900-1907, kdy byla otevřena u příležitosti koloniální výstavy, aby sloužila jako výuková zahrada rostlin z Asie a Afriky. Bylo zde vybudováno šest domorodých vesnic, které představovaly obyvatele zámořských kolonií a jejich výrobky. Byl zde tábor Tuaregů, vesnice z Indočíny, Madagaskaru, Konga a farma ze Súdánu a sídliště Kanaků z Nové Kaledonie.
Během první světové války místo sloužilo jako nemocnice pro koloniální vojska. Později zde působila Škola tropického zemědělství a poté Technické centrum tropického lesnictví, které se v roce 1976 přestěhovalo do Montpellier.

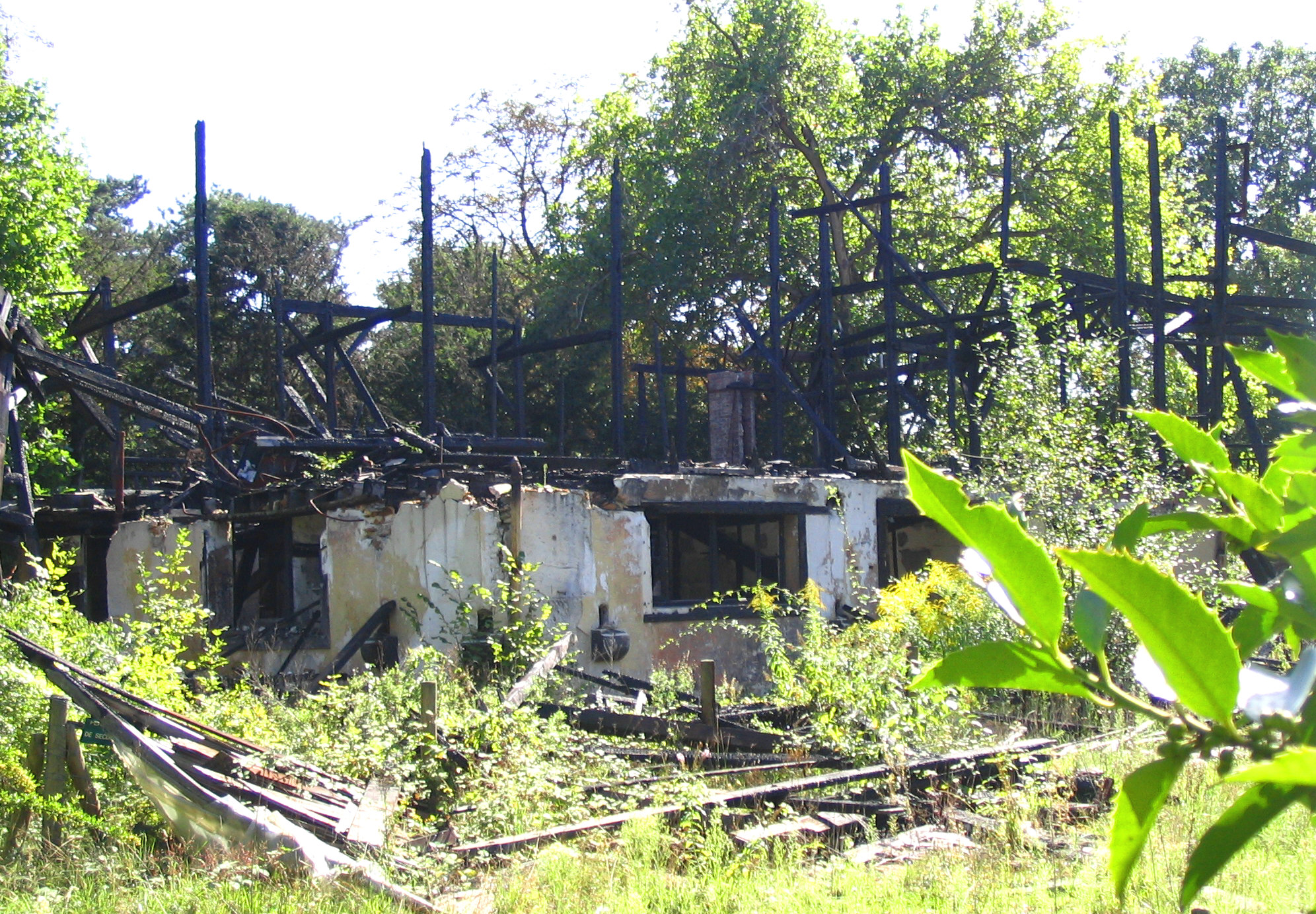
Ruiny pavilonu Konga

## Charakteristika
Zahrada má rozlohu 45 000 m2. Je charakterizována přírodní vegetací, kde se udržují jen budovy a aleje. Vegetace je především endemická v Île-de-France, z dřívějších tropických rostlin zde zůstává jen několik druhů jako např. bambus, kaučukovník nebo kaki.
Několik budov z koloniální výstavy z roku 1907 stále stojí, i když jiné jsou v troskách: pavilony Konga, Guyany, Indočíny, Maroka, Réunionu a Tuniska a několik prvků z indočínské vesnice (most, čínská brána apod.) I když město Paříž provedlo některé záchranné práce, většina budov je opuštěná a zchátralá, záhony exotických rostlin zmizely úplně.
Zbývající budovy slouží výzkumu a výuce. Využívá je Centre de coopération internationale en recherche agronomique pour le développement (Centrum mezinárodní spolupráce zemědělského výzkumu pro rozvoj) nebo Centre international de recherche sur l'environnement et le développement (Mezinárodní výzkumné centrum životního prostředí a rozvoje). Pozemky vlastní město Paříž, které zahradu koupilo v roce 2003 a zavázalo se k jejímu rozvoji.
Kromě těchto budov se v tropické zahradě nachází i několik pomníků padlým vojákům v zahraničí.